# Hans Ehrenberg (Theologe)

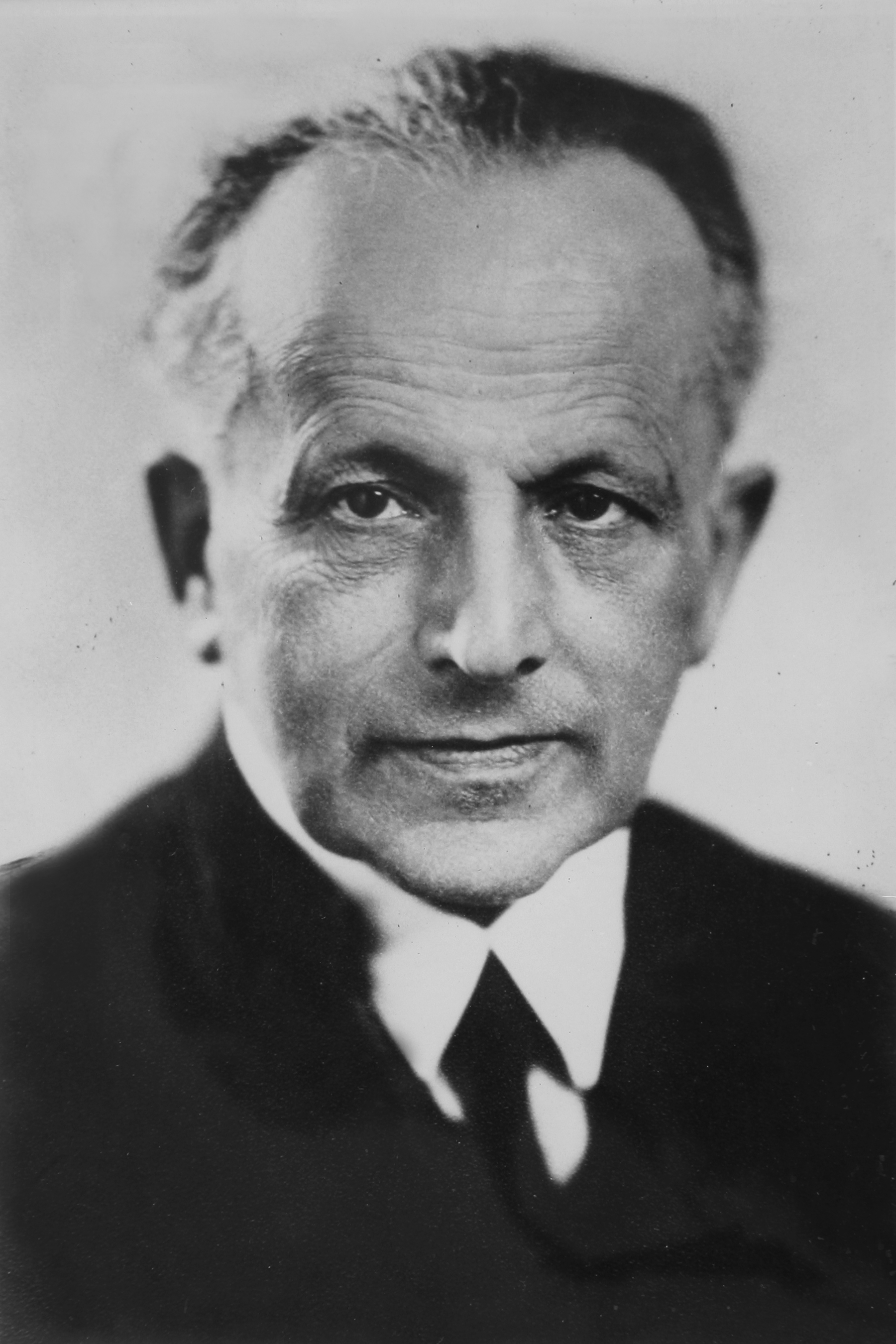
Hans Philipp Ehrenberg (1940)

Hans Philipp Ehrenberg (* 4. Juni 1883 in Altona; † 31. März 1958 in Heidelberg) war ein deutscher evangelischer Theologe. Er gehörte zu den Mitbegründern der Bekennenden Kirche und musste wegen rassistischer Verfolgung aufgrund seiner jüdischen Abstammung und wegen Auseinandersetzungen mit den Nationalsozialisten nach England emigrieren.

## Leben

### 1883–1914

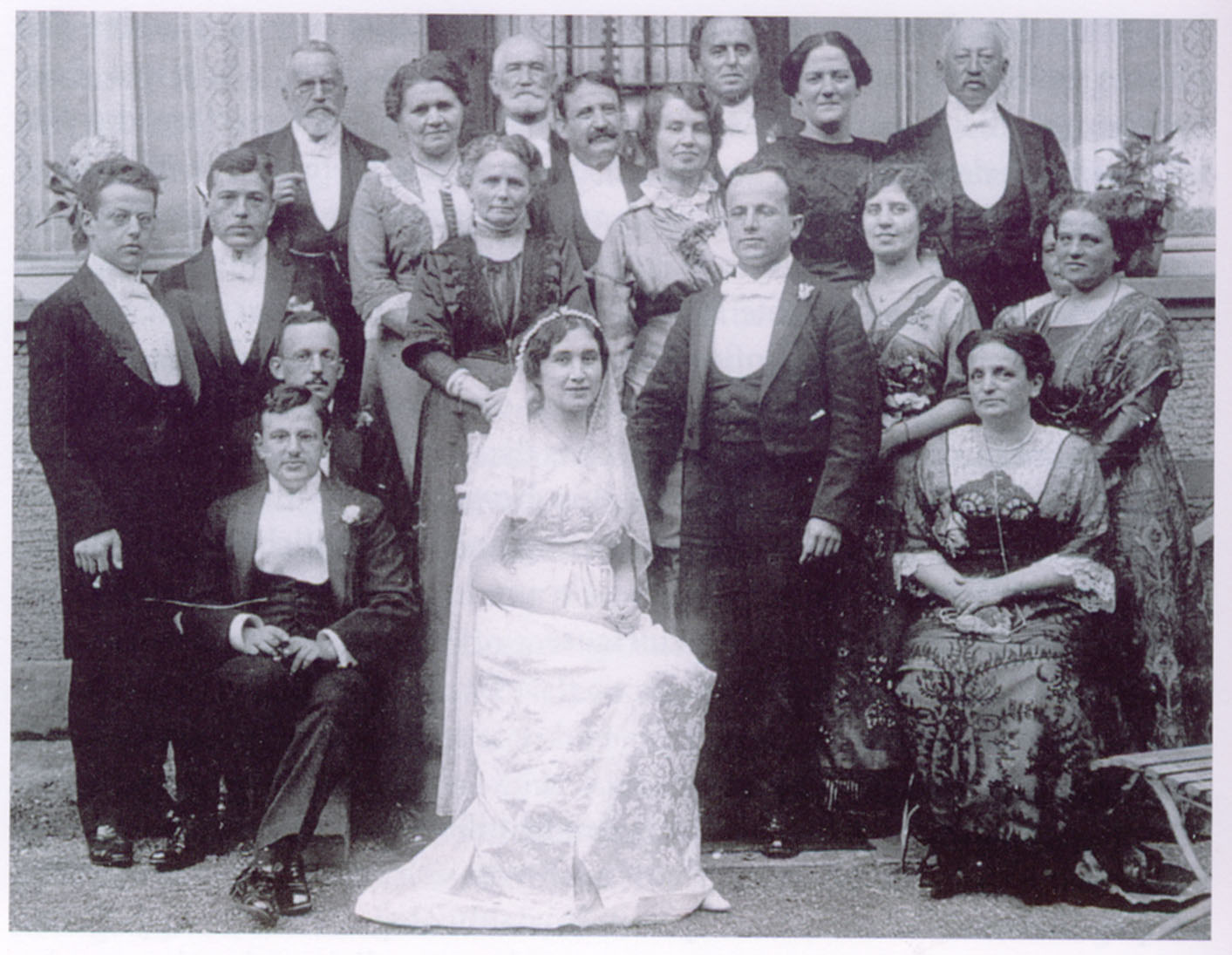
Hochzeit von Hans und Else Ehrenberg 1913.

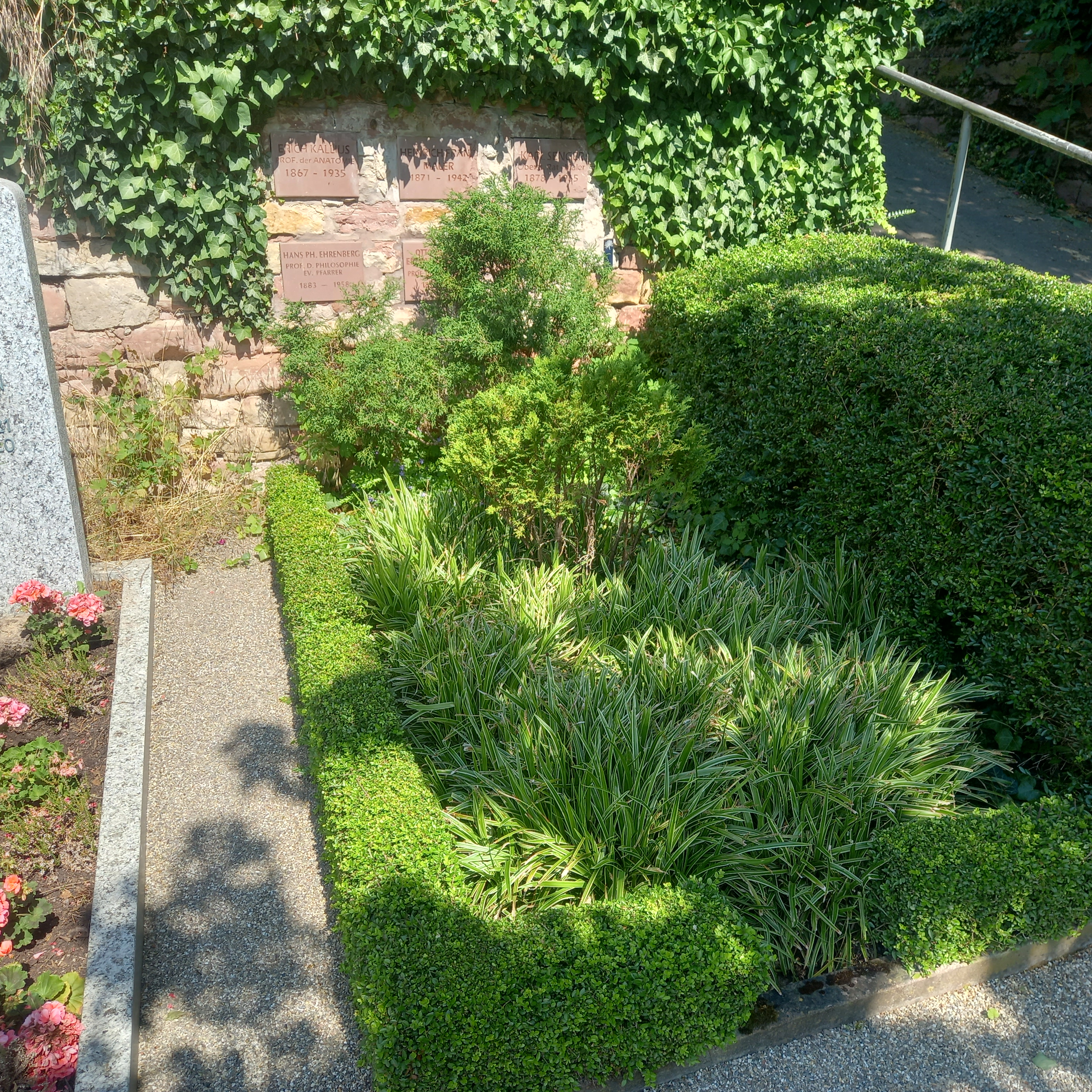
Das Grab von Hans Ehrenberg im Familiengrab auf dem Friedhof Handschuhsheim in Heidelberg

Hans Ehrenberg wuchs in einer Familie des assimilierten Judentums auf. Von 1898 bis 1900 besuchte er das Christianeum in Altona., wechselte dann aber an das Hamburger Wilhelm-Gymnasium, wo er zu Ostern 1902 das Reifezeugnis erhielt.
Ab 1902 studierte er Rechts- und Staatswissenschaften in Göttingen, Berlin, Heidelberg und München. In seiner Dissertation im Jahre 1906 über die Lage der Hüttenarbeiter im Ruhrgebiet wurde bereits seine Hinwendung zu den Arbeitern deutlich. Nach seinem einjährigen Militärdienst 1906/07 nahm er im Wintersemester 1907/08 ein Studium der Philosophie zunächst in Berlin und ab dem Sommersemester 1908 in Heidelberg auf, das er 1909 mit einer zweiten (philosophischen) Promotion Kants mathematische Grundsätze der reinen Naturwissenschaft und der Habilitation Kritik der Psychologie als Wissenschaft 1910 abschloss. 1910 wurde er Privatdozent der Philosophie in Heidelberg. 1909 ließ Ehrenberg sich in Berlin evangelisch taufen. In dieser Zeit verband ihn eine enge Freundschaft mit seinem Vetter, dem Philosophen Franz Rosenzweig, der ihn in seinem Schritt bestärkte. 1913 heiratete er die Lehrerin Else Anna Zimmermann (1890–1970).

### 1914–1933
Im Ersten Weltkrieg war Ehrenberg Offiziersstellvertreter, ab Ende 1914 Leutnant. Ihm wurden das Eiserne Kreuz 2. Klasse sowie der badische Orden vom Zähringer Löwen 2. Klasse verliehen. Er sah den Krieg zunächst als legitimen Verteidigungskrieg. Nach dem Krieg änderte sich diese Sicht radikal. Er sprach von den Verbrechen des Krieges und deutscher Schuld. 1918 trat er in die SPD ein, für die er ab 1919 für 1½ Jahre SPD-Stadtverordneter in Heidelberg war, und war Mitglied eines Arbeiter- und Soldatenrates. Im gleichen Jahr erhielt er eine außerordentliche Professur in Heidelberg. In dieser Zeit entstand sein Wunsch, Pfarrer zu werden. Er arbeitete außerdem bei den Religiösen Sozialisten mit.
1922 begann Ehrenberg mit dem Studium der Evangelischen Theologie in Münster, das er 1924 mit dem Zweiten Theologischen Examen abschloss. Er gab seine vielversprechende akademische Karriere auf und wurde 1925 Pfarrer an der Christuskirche Bochum in einer durch Arbeiter geprägten Gemeinde in der Kirche der Altpreußischen Union. Er engagierte sich im „Kampfbund christlicher Arbeiter“, trat aber aus der SPD aus, da er parteipolitische Arbeit für nicht vereinbar mit seinen pfarramtlichen Aufgaben hielt. Bereits 1927 kam es bei Vorträgen Ehrenbergs über „Kirche und Antisemitismus“ zu von der SA organisierten Tumulten.

### 1933–1945
Nach der „Machtergreifung“ durch die Nationalsozialisten gehörte Ehrenberg zu den Mitbegründern der Bekennenden Kirche. Bereits im Mai 1933 formulierte er zusammen mit vier anderen westfälischen Pfarrern das „Bochumer Bekenntnis“, das erste seiner Art, das eine Absage an die nationalsozialistische Ideologie und ein Bekenntnis zu den jüdischen Wurzeln des Christentums enthält. Im Juli 1933 veröffentlichte er im Selbstverlag 72 Leitsätze zur judenchristlichen Frage, in denen er sehr deutlich gegen den Antisemitismus Stellung bezog und dieses auch von der Evangelischen Kirche einforderte. Auf zunehmenden Druck sowohl von Seiten der NSDAP als auch deutsch-christlich geprägter Kirchenbehörden beantragte er 1937 selbst seine Versetzung in den Ruhestand, nachdem ihm der Westfälische Bruderrat der Bekennenden Kirche dieses geraten hatte. Ehrenberg arbeitete aber weiter für die Bekennende Kirche, deren Bochumer Pfarrer sich öffentlich mit ihm solidarisierten.
Im September 1938 wurde er mit einem „totalen Predigt- und Redeverbot“ belegt. Bei den Novemberpogromen 1938 wurde seine Wohnung verwüstet. Er selber wurde wenige Tage später in das KZ Sachsenhausen eingeliefert. 1939 konnte er dank einer Intervention und Bürgschaft des Bischofs von Chichester, George Bell, nach England emigrieren, wohin ihm seine Familie kurze Zeit später folgte. Hier wurde für ihn die Ökumene, eine zukünftige Einheit der Kirchen, zunehmend wichtig.

### 1945–1958
Nach dem Zweiten Weltkrieg kehrte Ehrenberg 1947 nach Deutschland zurück, wo er zunächst als Pfarrer für Erwachsenenbildung in Bethel arbeitete. Nach seinem Eintritt in den Ruhestand zog er 1953 wieder nach Heidelberg, wo er 1958 starb.

## Bedeutung
Hans Ehrenberg war einer der wenigen deutschen evangelischen Theologen auch innerhalb der Bekennenden Kirche, die sich deutlich und öffentlich gegen den Antisemitismus der Nationalsozialisten wandten und für Juden eintraten. Er forderte dieses auch vehement von seiner Kirche. Er kritisierte auch den christlichen Antijudaismus und betonte die Gemeinsamkeiten von Judentum und Christentum.
Daneben hebt seine besondere Hinwendung zu den Problemen von Arbeitern ihn aus der Kirche seiner Zeit heraus. Neben seiner praktisch-theologischen Arbeit schrieb Ehrenberg zeit seines Lebens eine Vielzahl philosophischer und theologischer Artikel und Aufsätze.
Ihm zu Ehren und im Gedenken an ihn wurde 1963 das Gymnasium in Bielefeld-Sennestadt benannt, das sich in der Trägerschaft der evangelischen Kirche von Westfalen befindet.
Der Nachlass von Hans Ehrenberg befindet sich im Landeskirchlichen Archiv Bielefeld.
Am 11. November 2019 wurde für Ehrenberg in Bochum ein Stolperstein verlegt, mit denen seit einiger Zeit auch Überlebende geehrt werden. Sein Freund Albert Schmidt erhielt zeitgleich einen Stolperstein. Die Stolpersteine liegen vor der Pauluskirche Bochum, die zu der Gemeinde der beiden Pfarrer gehörte.

## Hans-Ehrenberg-Preis
Der Evangelische Kirchenkreis Bochum verleiht in Abstimmung mit der Hans-Ehrenberg-Gesellschaft seit 2000 alle zwei Jahre in der Christuskirche Bochum den mit 5000 Euro dotierten Hans-Ehrenberg-Preis an Personen, „die genuin protestantische Profile in öffentlicher Auseinandersetzung vertreten und – in aktuellen gesellschaftspolitischen Diskursen, in der interdisziplinären Wissenschaft und im Bereich kirchlichen Handelns – vergegenwärtigen“.
Bisherige Preisträger:
- 2000: Günter Brakelmann
- 2002: Manfred Kock und Karl Lehmann
- 2004: Robert Leicht
- 2006: Aktion Sühnezeichen Friedensdienste
- 2009: Edna Brocke
- 2011: Antje Vollmer
- 2013: Manfred Sorg und Eduard Wörmann
- 2015: Heinrich Bedford-Strohm
- 2017: Wim Wenders
- 2019: Norbert Lammert[6]
- 2023: Navid Kermani

## Schriften
- Die Eisenhüttentechnik und der deutsche Hüttenarbeiter. Stuttgart 1906
- Kants mathematische Grundsätze der reinen Naturwissenschaft. Leipzig 1910
- Kritik der Psychologie als Wissenschaft. Forschungen nach den systematischen Principien der Erkenntnislehre Kants. Tübingen 1910
- “Ways of Peace, Lights of Peace”, Hans Ehrenberg, Franz Rosenzweig und Eugen Rosenstock-Huessy (Sons for Peace), Bd. 1 & 2, (Rome: Vatikan Verlag, 1910, New York: Bible Society, 1910).
- Die Geschichte des Menschen unserer Zeit. Heidelberg 1911
- Die Parteiung der Philosophie. Studien wider Hegel und die Kantianer. Leipzig 1911, Neudruck Essen 1998 (archive.org)
- Die Heimkehr des Ketzers. Eine Wegweisung. Würzburg 1920
- Tragödie und Kreuz. I: Die Tragödie unter dem Olymp, II: Die Tragödie unter dem Kreuz, 2 Bde., Würzburg 1920
- Disputation. Drei Bücher vom deutschen Idealismus. I: Fichte, II: Schelling, III: Hegel, 3 Bde., München 1923–1925
- gem. mit Nicolai von Bubnoff (Hrsg.) Östliches Christentum, 2 Bde., München 1923, 1925
- Deutschland im Schmelzofen. Gewalten – Fronten – Entscheidungen. Berlin 1932
- Drei Pfingspredigten. Zum Abschied von dem Pfarramt in der Evangelischen Gemeinde Bochum. Bochum 1937
- In statu confessionis. Eine Studie über den deutschen Kirchenkampf oder Ecclesia militans und Ökumene. (durch Ökumenischer Rat der Kirchen anonym vervielfältigt) 1939
- Autobiography of a German Pastor. London 1943
- Vom Menschen, biblisch und aktuell. Gladbeck 1948
- Heimkehr nach Deutschland. Fragmente aus dem christlichen Gespräch zwischen Briten und Deutschen. Gütersloh 1949
- Goethe, der Mensch. Sieben Variationen über Tod und Leben. Tübingen 1949
- Hiob, der Existenzialist. Fünf Dialoge in zwei Teilen. Heidelberg 1952
- In der Schule Pascals. Heidelberg 1954
- Die Paradoxien des Evangeliums. Theologische Existenz heute, NF 58. München 1957
- als Herausgeber: Östliches Christentum. Dokumente. Band 1–2. C. H. Beck, München 1923–1925.